# Tytanian dysprozu
Tytanian(IV) dysprozu(III) – nieorganiczny związek chemiczny będący solą nieznanego w stanie wolnym kwasu tytanowego i dysprozu na III stopniu utlenienia, o wzorze Dy2Ti2O7 (Dy2O3·2TiO2) lub Dy2TiO5 (Dy2O3·TiO2). Jest materiałem ceramicznym.

## Stereochemia
Związek o stechiometrii Dy2O3·2TiO2 ma budowę typu pirochloru i strukturę magnetyczną lodu (tak zwany lód spinowy), podobnie jak tytanian holmu (Ho2Ti2O7), cynian holmu (Ho2Sn2O7) i cynian dysprozu (Dy2Sn2O7).
Można go otrzymać przez wielogodzinne mielenie w młynie kulowym tlenku tytanu(IV) i tlenku dysprozu(III) w proporcji stechiometrycznej (1:2).

## Krystalografia
Tytanian dysprozu o składzie Dy2O3·TiO2 wykazuje polimorfizm. W niskiej temperaturze krystalizuje w układzie rombowym. Podczas ogrzewania ulega przemianie w układ heksagonalny (1350 °C) i regularny (fluorytu; 1680 °C). Topi się w temperaturze 1870 °C. Jest badany pod kątem zastosowania w prętach regulacyjnych w reaktorach jądrowych jako materiał trwalszy od prętów zawierających 10B. Wstępne eksperymenty w reaktorach badawczych wskazały na możliwość osiągnięcia czasu pracy rzędu 15 lat w porównaniu z maksymalnie 3 latami pracy prętów borowych.